# アルフレート・クライナー
アルフレート・クライナー（Alfred Kleiner、1849年4月24日 - 1916年7月3日）は、スイスの物理学者である。チューリッヒ大学の実験物理学教授であり、アルベルト・アインシュタインの博士課程の指導教官だった。当初、アインシュタインの指導教官はハインリヒ・フリードリヒ・ヴェーバーだったが、2人は大きく対立し、アインシュタインはクライナーへの転向を選択した。

## 教育
クライナーは1874年にチューリッヒ大学で博士号を取得した。論文のタイトルは"Zur Theorie der intermittirenden Netzhautreizung"（断続的な網膜刺激の理論について）で、ヨハン・ヤコブ・ミュラーが指導した。

## キャリア
アルフレッド・クライナーは、チューリッヒ大学で物理学の教授を務めた。1870年にPrivatdozent（私講師）、1880年にAußerordentlicher Professor（准教授）、1890年にOrdentlicher Professor（正教授）、1908年から1910年までRektor（総長）、1915年にHonorarprofessor（名誉教授）となった。1875年から1885年までは、スイス連邦工科大学チューリッヒ校(ETHZ)の私講師を兼任した。
1890年代初頭、クライナーは学生のフリッツ・ラーガー、テオドール・パウル・エリスマンとともに、遮蔽物による重力の変化が起こるかどうかを調べる実験を行った。その結果、実験誤差以上の効果は認められなかった。クライナーは1905年に、ラーガーは1904年に、エリスマンは1908年と1911年にこの結果を発表している。

## アインシュタインとクライナー
アインシュタインがパウル・ドルーデと論争したのは、1901年の中頃である。アインシュタインがヴェーバーからクライナーに移行し、論文のテーマを熱電効果から分子運動論に変更したのもこの頃である。
1909年までスイス連邦工科大学(ETH)は博士号を授与する権限を持っていなかったため、ETHの学生は特別な取り決めによりチューリッヒ大学から博士号を取得することができた。当時、ETHの学生による物理学の学位論文のほとんどは、アインシュタインが当時師事していたヴェーバーの指導のもとで行われていた。チューリッヒ大学には、クライナーが持っていた物理学の講座が1つだけあった。クライナーは、主に計測器の研究を行っていたが、物理学の基礎にも興味を持っていた。
アインシュタインは、ミレヴァ・マリッチに宛てた手紙の中で、クライナーと頻繁に様々なテーマについて議論していたことを記している。1901年12月19日、アインシュタインはマリッチに次のように書いている。
チューリッヒでクライナーと午後ずっと過ごし、移動体の電磁気学についての私の考えを彼に説明した。 ...彼は、移動体の光の電磁気学についての私の考えを、実験方法とともに出版するように助言してくれた。彼は、私が提案した実験方法が、考えられる中で最も単純で適切なものであると考えた。... 私は数週間のうちに必ずその論文を書くつもりだ。
また、アインシュタインは、1901年11月にクライナーに最初の博士論文を見せている。しかし、アインシュタインは1902年2月にその論文を取り下げている。その1年後には博士号取得をあきらめようと考え、友人のミケーレ・ベッソに「この喜劇は私にとって退屈なものになった」と記している。
1903年3月になると、アインシュタインは考えを改めた。ベッソに宛てた手紙には、1905年の学位論文の中心的なアイデアが含まれている。クライナーは、アインシュタインが1905年7月20日に大学に提出した学位論文を審査した2人の教員のうちの1人である。クライナーは、この学位論文について、「（この論文で）遂行すべき議論と計算は、流体力学において最も難しいものの一つである」と、非常に肯定的な評価を下している。もう一人の審査員で数学教授のハインリヒ・ブルクハルトは、「この処理方法は、関連する数学的手法を基本的に習得していることを示している」と付け加えた。
カール・シーリグはアインシュタインの伝記で、「後にアインシュタインは、自分の論文がクライナーから『短すぎる』と言われて返却されたことを笑い話として語っている。彼が一文を加えた後、それ以上のコメントはなく受理された」と書いている。
アインシュタインの初期（1902年から1904年まで）の統計物理学の論文は、アインシュタインの理論的アプローチの基礎となるもので、「アインシュタインの奇跡の年」と呼ばれる1905年以降、これを具体的な問題に適用していった。彼のアプローチは、古典力学に対する懐疑心と、分子に対する確固たる信念、そして統計的原理への信頼を組み合わせたものだった。しかし、アインシュタインの博士論文は、この統計学的アプローチに沿ったものではなかった。アインシュタインは、博士課程の指導教官であるクライナーの承認を得るために、自らの理論的な考えを避けたのではないかと言われている。
1905年、アインシュタインはチューリッヒ大学でクライナーの指導による"Eine neue Bestimmung der Moleküldimensionen"（分子の大きさの新たな決定法）と題した論文で博士号を取得した。
1909年、アインシュタインがチューリッヒ大学で電気力学と相対性理論に関する講義を終えた後、クライナーはアインシュタインにチューリッヒ大学での職の可能性を示唆し、新設される理論物理学の教授職にアインシュタインを推薦した。1909年5月7日、チューリッヒ大学は、1909年10月15日付でアインシュタインを助教授に任命し、年俸4,500スイスフランを支給した。